# Coméntale
«Coméntale» es una canción del artista puertorriqueño Ozuna en colaboración con el cantante estadounidense de origen senegalés Akon. Se lanzó el 12 de septiembre de 2018 como el quinto sencillo de su segundo álbum de estudio Aura. En la lista Hot Latin Songs de Billboard, alcanzó la posición cuarenta y cuatro.

## Antecedentes y composición
La pista se estrenó el 12 de septiembre de 2018, como el quinto sencillo de su segundo álbum de estudio. El tema escrito por el cantante junto a Aliaune Thiam, Toly Nativo, José Aponte y Juan G. Rivera, bajo la producción de Gaby Music Toly y Hi Flow, expresa en sus letras, como los protagonizas de «Coméntale» tratan de convencer a una persona que deje su relación, narrando una historia con un desenlace feliz.
Este tema es la primera colaboración de Ozuna junto a Akon, siendo junto con la «La Modelo» en colaboración con Cardi B, las dos canciones del álbum Aura fuera del género latino, y las únicas pistas en las que forman parte artistas estadounidenses.

## Vídeo musical
El video musical de «Coméntale» se estrenó el 12 de septiembre de 2018. El video musical se grabó en República Dominicana bajo la dirección del venezolano Nuno Gomes, en él se mostró escenarios del país como el Anfiteatro de Altos de Chavón y El Museo Faro a Colón. Alcanzó 1,7 millones de reproducciones en sus primeras 24 horas de estreno. lo que va el año de 2024 cuenta con casi 150 millones de reproducciones.

## Rendimiento comercial
El tema logró aparecer en la lista Billboard Hot Latin Songs, alcanzando la posición número once.

## Posicionamiento en listas
| Listas (2018)                    | Mejor posición |
| -------------------------------- | -------------- |
| Estados Unidos (Hot Latin Songs) | 44             |